# 荒木隼人
荒木隼人（1996年8月7日—），日本足球運動員，日本國家足球隊成員，司職後衛，現效力日職球隊廣島三箭。

## 俱樂部生涯
荒木隼人出生于1996年8月7日，他少年时期晋升U15梯队失败，但在校园足球中依然能接受专业的培训。
当他刚开始追求足球梦想时，也是广岛三箭梯队的一名少年球员，荒木隼人后来进入关西大学参加日本大学生足球联赛并表现出色。与此同时广岛三箭在2019年与大学毕业的荒木隼人签订了职业合同。
荒木隼人虽然在国内联赛中至今只替补出场了一次，但是通过平时的认真训练，得到主教练城福浩的认可。2019年亚冠，荒木隼人已经5次登场其中4次首发（广岛三箭需要踢亚冠资格赛），并在4月23日与大邱FC的比赛中攻入唯一进球，帮助自己的球队登上小组榜首的位置。在2019年赛季广岛三箭与广州恒大的两场亚冠小组赛，荒木隼人均首发出场。

## 外部連結
- Soccerway資料庫：荒木隼人
- 荒木隼人的Instagram帳戶
- 日本職業足球聯賽中的荒木隼人 （日語）